# Husayn
al-Husain ibn ʿAlī (în arabă الحسين بن عل, al-Ḥusain b. ʿAlī, n. 9 ianuarie 626 d.Hr., Medina, Arabia Saudită – d. 12 octombrie 680 d.Hr., Karbala, Irak), fiul lui Ali ibn Abi Talib și al Fatimei și nepot al Profetului Muhammad, a fost cel de-al treilea imam în tradiția șiită. Moartea sa în bătălia de la Karbala este considerată evenimentul cvasifondator al șiismului , iar comemorarea martiriului lui Husayn în a zecea zi a lunii Muharram, Așura, reprezintă sărbătoarea centrală a comunității șiite 

## COPILĂRIE
Husayn s-a născut la Medina în anul 626, fiind al doilea fiu al lui Ali și al Fatimei, fiica profetului Muhammad. Tatăl său, văr și companion apropiat al Profetului, a fost unul dintre personajele centrale ale islamului timpuriu  și ultimul din seria celor patru califi drept-călăuziți care s-au succedat după moartea profetului Muhammad. Mama sa, Fatima, este una dintre cele patru femei venerate în islam, alături de Khadija și Aisha, ambele soții ale Profetului, și de Maria, mama lui Iisus. 
Husayn a copilărit în preajma bunicului său, el și fratele său mai mare, Hasan, fiind singurii nepoți ai profetului Muhammad. O serie de hadith-uri, consemnări ale faptelor și spuselor profetului Muhammad în tradiția islamică, îi menționează pe Husayn și Hasan alături de bunicul lor, care obișnuia să-i poarte pe umeri și să petreacă timp jucându-se cu ei. Într-un hadith din "Al Sunan al-Sughra", una dintre cele șase colecții canonice de hadith-uri ale islamului sunnit, se povestește că odată, pe când profetul Muhammad se ruga prosternat la pământ în moschee, Husayn se urcat pe spatele său. Profetul și-a continuat rugăciunea în această poziție până când Husayn a coborât singur din spinarea sa. Într-un alt hadith cunoscut, care apare în colecția "Adab al-Mufrad" a lui Muhammad al-Bukhari, Profetul se referă în mod direct la nepotul său: "Hasayn este de la mine și eu sunt din Husayn. Allah iubește pe oricine îi iubește pe Hasan și Husayn". 

## ÎN CASA PROFETULUI
Importanța familiei lui Husayn este subliniată de hadith-ul al-Kisha , recunoscut atât de șiiți, cât și de sunniți, în care se spune că profetul Muhammad i-a primit sub mantia sa pe Ali, Fatima, Hasan și Husayn, spunând: "Doamne, aceștia sunt oamenii Casei mele!" Tradiția al-kisha le acordă celor patru un statut aparte față de restul familiei Profetului, lucru care are o importanță aparte pentru comunitatea islamică șiită. 

## ANII TINEREȚII
Husayn avea șase ani la moartea bunicului său. Întreaga sa viață va fi de-acum marcată de ruptura apărută după moartea Profetului în sânul comunității de credincioși, ruptură care l-a avut în centru pe tatăl său, Ali. Ginere și tovarăș apropiat al lui Muhammad, Ali era văzut de mulți drept succesorul firesc al lui Muhammad în fruntea comunității, însă o coaliție formată din alți însoțitori ai Profetului a reușit să-l scoată din joc și să obțină alegerea lui Abu Bakr drept "Khalifa Rasul Allah", urmaș al trimisului lui Dumnezeu, primul calif al Islamului. Cei care au susținut drepturile lui Ali la califat, cunoscuți ca shi'at 'Ali, "partida lui Ali", au constituit nucleul incipient al grupării șiite de astăzi. 
Ali nu a reușit să fie ales calif nici la moartea lui Abu Bakr și nici după moartea succesorului său, Omar, ceea ce a accentuat și mai mult frustrarea propriilor suporteri. Cu toate acestea, Ali nu a contestat niciodată autoritatea unui calif ales. El a refuzat să participe la revolta armată împotriva celui de-al treilea calif, Uthman, și i-a trimis pe cei doi fii ai săi, Hasan și Husayn, să păzească locuința califului din Medina.  Uthman a sfârșit asasinat de soldați, însă Ali nu a avut nici o implicare. 

## CALIFATUL LUI ALI
Ali a reușit să fie ales calif după asasinarea lui Uthman, însă s-a confruntat încă de la început cu o puternică opoziție. Atât Hasan, cât și Husayn l-au secondat îndeaproape pe Ali în timpul califatului său și au participat atât la Bătălia Cămilei, purtată împotriva facțiunii condusă de Aisha, văduva Profetului, Talha și Zubayr, cât și la bătălia de la Siffin împotriva guvernatorului Siriei, Muawiya I. 
După asasinarea lui Ali în 651, partizanii săi și-a transferat loialitatea asupra celor doi fii pe care i-a avut cu Fatima. Lipsit de ambiții politice, Hasan a preferat o înțelegere cu Muawiya, pe care l-a recunoscut drept calif în schimbul unei subvenții generoase care i-a permis să ducă o viață liniștită la Medina.  Hasan a murit în 670 în condiții neclare, șiiții susținând că a fost otrăvit din ordinul califului Muawiya. 

## BĂTĂLIA DE LA KARBALA
Husayn a continuat să ducă o viață retrasă la Mecca cât timp Muawiya a condus califatul de la Damasc. La moartea acestuia, survenită în 680, elitele politice și militare din Siria l-au recunoscut drept calif pe fiul lui Muawiya, Yazid I, stabilind pentru prima oară principiul dinastic al succesiunii la califat. Yazid a fost contestat imediat de vechea aristocrație arabă din peninsulă, dar mai ales de tabăra alidă irakiană foarte puternică de la Kufa și Basra. Șiiții din Kufa au făcut apel la Husayn să preia conducerea califatului, promițându-i sprijin militar împotriva lui Yazid. Husayn s-a lăsat convins și a părăsit Mecca alături un mic grup de susținători. Măsurile dure luate de către guvernatorul Basrei, loial califului de la Damasc, s-au dovedit însă a fi extrem de eficiente și i-au împiedicat pe alizii din Kufa să se alăture lui Husayn. Micul grup al lui Husayn a fost încercuit de armata omeiadă la Karbala, aproape de Eufrat, și măcelărit după ce imamul a refuzat să-i jure credință califului Yazid. Husayn a fost ucis, capul său fiindu-i trimis la Damasc lui Yazid I.

## IMPORTANȚA LUI HUSAYN ÎN RÂNDUL COMUNITĂȚII ȘIITE
Moartea lui Husayn, căruia șiiții îi atribuie valențele martiriului, constituie practic actul de naștere al șiismului.  Bătălia de la Karbala din 10 Muharran este comemorată în fiecare an de Ashura de către șiiți, pentru care loialitatea față de familia alidă a dus la dezvoltarea unei doctrine politice și religioase distincte de cea sunnită. Pentru șiiți, Husayn reprezintă al doilea cel mai important personaj-martir, după Ali, , și este cel de-al treilea imam legitim, după Ali și Hasan.
1. ↑  IIeS / Ali Zain al-Abidin[*] Verificați valoarea |titlelink= (ajutor)
2. ↑  Autoritatea BnF, accesat în 10 octombrie 2015
3. ↑   Câmpeanu, Ilieș și Cornelia Marinescu, traducător Eugen Muntean. Enciclopedia Universală Britannica, București, Litera, 2010, vol. 7, pag. 350;
4. ↑  Tariq Ramadan, "Islamul", pag 39
5. ↑  Marius Lazăr, "Ayatollahi, martiri și revoluționari: șiism și stat în Irakul modern", pag 98.
6. ↑  Chase F. Robinson,."Civilizația islamică în 30 de vieți", pag 32
7. ↑  Najam Haider, ."Shi'i Islam: An Introduction", pag 36
8. ↑  Tariq Ramadan, ."Islamul", pag 37
9. ↑  Barnaby Rogerson, "Moștenitorii Profetului Mahomed", pag 253
10. ↑  Philip K. Hitti, "Istoria arabilor", pag 125
11. ↑  Marius Lazăr, "Ayatollahi, martiri și revoluționari: șiism și stat în Irakul modern", pag 97
12. ↑  Philip K. Hitti, "Istoria arabilor", pag 126
13. ↑  Marius Lazăr, "Ayatollahi, martiri și revoluționari: șiism și stat în Irakul modern", pag 97

## BIBLIOGRAFIE
1. Barnaby Rogerson, "Moștenitorii Profetului Mahomed", Editura Polirom, Iași, 2007
2. Philip K. Hitti, "Istoria arabilor", Editura All, București, 2008
3. Marius Lazăr, "Ayatollahi, martiri și revoluționari: șiism și stat în Irakul modern", Editura Mega, Cluj-Napoca, 2021
4. Najam Haider, ."Shi'i Islam: An Introduction", Cambridge University Press, New York, 2014
5. Chase F. Robinson,."Civilizația islamică în 30 de vieți", Editura Polirom, Iași, 2019 
6  Tariq Ramadan, ."Islamul", Editura Niculescu, București, 2019